# 립모터 C11
립모터 C11(영어: Leapmotor C11, 중국어 간체자: 零跑C11, 병음: Língpǎo C11)은 립모터에서 2021년부터 생산 중인 3열 중형 크로스오버 SUV이다.